# Crucifix de Montserrat (Miquel Àngel)
El Crucifix de Montserrat és una escultura d'ivori recentment atribuïda a Miquel Àngel que es troba al monestir de Montserrat.

## Descripció
Es tracta d'una imatge del Crist durant l'última agonia, amb el cap inclinat cap a la dreta, la boca oberta i els ulls quasi tancats, i és coronat d'espines, de cos jove sencer, amb els braços oberts, nu, protegit amb un drap, doblegat amb replecs irregulars i l'aguanta un cordó doble enllaçat. Presenta una bona anatomia molt realista, mostrant la ferida a la dreta de les costelles. Té una mida de 58,5 cm d'alçada. Deu de ser de l'any 1496-1498. La creu de fusta original va ser substituïda diverses vegades fins a l'actual, de plata i or.

## Atribució
L'historiador Manuel Mundó i Marcet basa la seva atribució a Miquel Àngel en la identitat del mateix model al crucifix i al Crist de la Pietat Vaticana, i la similitud de la tècnica en les dues obres, molt atenta al detall. Les semblances es deixen veure als músculs, peus, ungles, cabells i pentinat, i el drap brodat que cobreix Crist, idèntics en el crucifix i la pietat.
Segons Mundó l'obra seria un encàrrec d'algun mecenes romà, probablement Raffaele Riario, que li encarregà a Miquel Àngel el Bacus, o el banquer Jacopo Galli, que li havia encarregat una escultura d'Apol·lo o Cupido, o el cardenal Jean de Bilheres-Lagraulas, governador de Roma, que li havia encarregat la Pietat Vaticana.

## Adquisició i història
Fou adquirit durant l'abadiat d'Antoni Maria Marcet el 1920, a un antiquari de Roma, època en què es pensava que era obra de Lorenzo Ghiberti, atribució que va fer Celestí Gusi quan l'obra arribà a Montserrat, a on va estar guardat durant anys a la sagristia del monestir. Abans del 1921 la creu original de fusta que presentava alguns deterioraments va ser canviada per una altra de fusta negra i aquesta per una altra de fusta de caoba adornada amb plata a tot el seu voltant i cap al 1958, finalment per l'actual realitzada per l'orfebre barceloní Manuel Capdevila i Massana i per encàrrec de l'abat Aureli Escarré realitzada en or i plata. Des del 1958 penja d'una gran corona de plata sobre l'altar major del monestir de Montserrat.
L'any 1936, durant la Guerra civil espanyola, Carles Gerhard Ottenwälder a ser «nomenat Conservador de tots els edificis de Montserrat i de tots els objectes que continguin» per la Generalitat de Catalunya. També el monjo porter Carles Areso va guardar diverses obres i va deixar notes escrites sobre elles i a qui les hi havia confiades: «El confiter Josep Sellarés amagà a Sant Salvador de Guardiola "els segells de Montserrat", i un tal "Mario", a prop d'Igualada ens guarda els Cristos de Marfil, miniatures, etc.». S'ha sabut, gràcies a l'escriptor Pere Guixà Mabras, que aquest "Mario" va ser Màrius Costa Prat veí de Castellolí, aleshores aprenent de pastissser amb 18 anys i que va tenir amagat durant la guerra al Crucifix de Montserrat en un sac de carbó a casa seva, després de la contesa, els tresors van ser tornats al monestir.